# 反器材步槍

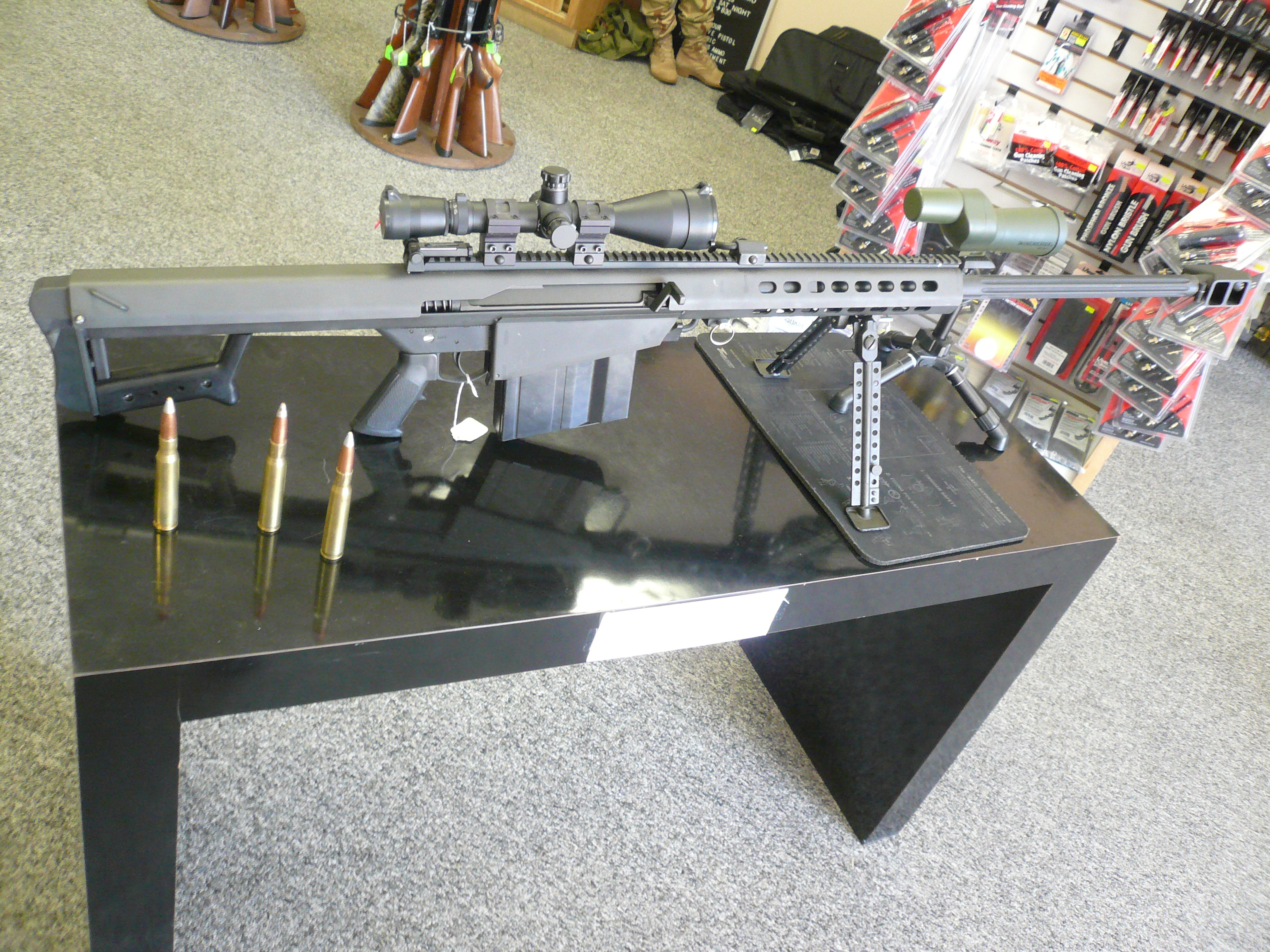
巴雷特M82A1

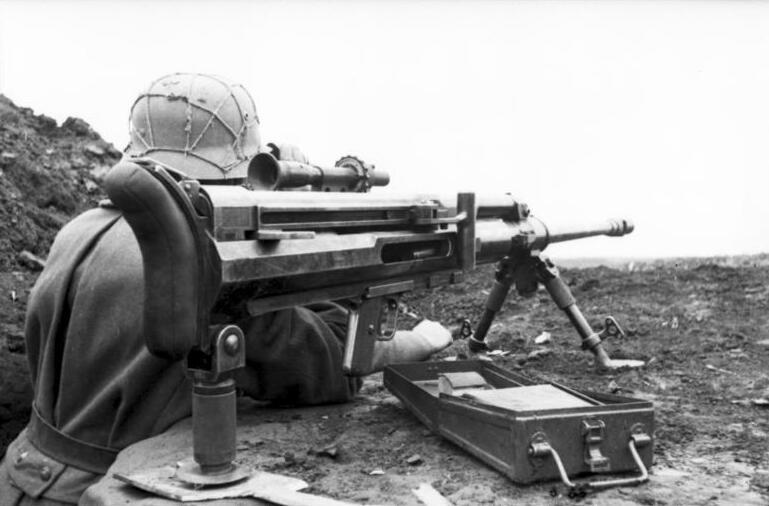
二戰德軍使用索洛圖恩S-18/100步槍

反器材步槍（英語：Anti-materiel rifle），是一種專為破壞軍用器材及物資的火器，破壞效果高於狙擊步槍。反器材步槍普遍採用大口徑高破壞力的彈藥，子彈和狙擊步槍子彈外型相似，但口徑較大，通常使用重機槍子彈為主，如12.7×99 NATO（.50 BMG）。现代部分反器材步枪的口径已经超过20毫米甚至40毫米。所用弹药是装有高爆炸药和引信的高爆榴弹、爆燃弹等多种破坏效果的专用弹药。

## 設計來源
反器材步槍的設計來自一戰的大口徑反坦克步槍。但由於現代坦克裝甲保護力極高，不容易直接擊穿，於是大威力步槍的用途亦有所改變。傳統大威力步槍多是手動步槍，其精度只能射擊固定目標或很顯眼的裝甲車輛，實際難以擊中遠於一般狙擊步槍射程外的有生目標。
在二戰後曾經有射手試圖提高最大有效射程，並以普通狙擊步槍上改良或在重機槍上加裝瞄準鏡來作遠距精確射擊。這些改裝版本雖然可命中目標，但因戰場實用性低而沒有流行。在1980年代因作戰型態改變，各國開始發展出專用於反器材用途的步槍及大口徑比賽級彈藥，反器材步槍達到接近狙擊步槍的精度。所用弹药也有了极大的发展，如配备了装有高爆炸药和引信的高爆榴弹，装有高爆炸药和燃烧剂的爆燃弹等。

## 通常的反器材步槍
反器材步槍多設有兩腳架、槍口制退器和後座缓衝裝置，以減輕射手的負擔，部份可裝在三腳架上，對應高精度的比賽級彈藥，其槍管的質量及精度達到狙擊步槍的級數，並配備了可調倍率的瞄準鏡，少數甚至採用犢牛式（無托），亦有一部分使用可折疊的槍托或槍管結構以減短了槍身全長。
良好經驗的射手使用反器材步槍時可以準確命中1000米以上的人體目標，可用來破壞油庫、低飛的飞机或直升機、昂貴的軍用物資、雷达等設施，也可用來引爆地雷、詭雷及未爆彈。反器材步槍能輕易貫穿現役所有的防彈背心，也可以破壞船隻的舷外機并阻止船隻繼續前進。
另外，有不少國家的軍警以反器材步槍作反人員目標用途，用來對付射距離遙遠或被良好防護的敵人。由於火力強大，其彈藥擊中人體有可能出現肢體分離的情況。

## 另類的設計
由於大部分反器材步槍都是使用重機槍的彈藥或者其改良型，而且配以和重機槍相似的長但稍輕薄的槍管，不可能適合各種戰鬥需要。
所以由普通狙擊步槍或突擊步槍改良，或直接使用大口徑狩獵步槍。發射口徑或整個彈型介乎於傳統步槍和重機槍子彈的做法，因為大小重量僅和傳統步槍相似，仍然被部分射手認同，甚至以此創造出最遠距離狙擊成功的世界記錄。SVDK狙擊步槍更加被正式用來彌補SVD步槍和反器材步槍的火力空白。
例如創造上述記錄的精密國際AWM狙擊步槍的配用的8.6毫米(.338 拉普麥格農）彈，又例如.50 Beowulf的彈殼長度和5.56×45mm NATO相似，所以常被用在改造過的M16突擊步槍改造特殊狙擊型使用。
另外又有些使用機炮相似彈藥例如20毫米，甚至使用25-40毫米榴彈彈藥的火器，被標簽成反器材步槍的（也有人稱後者為「狙擊榴彈發射器」），被用在空曠地區射擊遠處的輕型裝甲車輛、港口的小型船舶及船艦、機坪上的飛機或直升機、碉堡、油庫、班組武器、導彈發射台、通信及雷達設施等高價值的軍用物資目標。

## 著名型號
- 索洛圖恩S-18/100步槍，納粹德國— 20mm (高射炮彈)
- 阿瑪萊特AR-50狙擊步槍，美國— 12.7×99 NATO（.50 BMG）
- 巴雷特M82A1狙擊步槍，美國— 12.7×99 NATO（.50 BMG）
- 巴雷特M90犢牛式狙擊步槍，美國— 12.7×99 NATO（.50 BMG）
- 巴雷特M95犢牛式狙擊步槍，美國— 12.7×99 NATO（.50 BMG）
- 巴雷特M99狙擊步槍，美國— 12.7×99 NATO（.50 BMG 或 .416 Barrett（英语：.416 Barrett） )
- 巴雷特XM500犢牛式狙擊步槍，美國— 12.7×99 NATO（.50 BMG）
- 巴雷特XM109狙擊榴彈發射器，美國— 25×59mm（25mm榴彈）
- 麥克米蘭TAC-50，美國— 12.7×99 NATO（.50 BMG）
- 風行者M96狙擊步槍，美國— 12.7×99 NATO（.50 BMG）
- 安齊奧Anzio Mag Fed狙擊步槍，美國—20×102 mm
- 精密國際AW50狙擊步槍，英国— 12.7×99 NATO（.50 BMG）
- 精密國際AS50狙擊步槍，英国— 12.7×99 NATO（.50 BMG）
- 精密國際AX50狙擊步槍，英国— 12.7×99 NATO（.50 BMG）
- DSR-50狙擊步槍，德国— 12.7×99 NATO（.50 BMG）
- PGM Hecate II狙擊步槍，法国— 12.7×99 NATO（.50 BMG）
- 托爾狙擊步槍，波兰— 12.7×99 NATO（.50 BMG）
- 斯泰爾IWS 2000狙擊步槍，奥地利— 15.2毫米斯泰爾專用彈APFSDS
- Gepard狙擊步槍，匈牙利— 12.7×99 NATO（.50 BMG）或12.7×108毫米（.50俄羅斯）或14.5毫米俄羅斯
- KSVK狙擊步槍，俄罗斯— 12.7×108毫米（.50俄羅斯）
- VKS狙擊步槍，俄罗斯 (12.7×55毫米俄羅斯口徑（英语：12.7×55mm STs-130）亞音速子彈）
- OSV-96狙擊步槍，俄罗斯— 12.7×108毫米（.50俄羅斯）
- 6P62戰鬥步槍，俄罗斯— 12.7×108毫米（.50俄羅斯）
- Mechem NTW 20毫米反器材步槍，南非— 20×82毫米、20×110毫米、14.5×114毫米、12.7×99毫米（.50 BMG）
- RT-20反器材步槍，克羅埃西亞— 20×110毫米(20 mm caliber)
- 扎斯塔瓦M93“黑箭”狙擊步槍，塞尔维亚— 12.7×99 NATO（.50 BMG）或12.7×108毫米（.50俄羅斯）
- 99式狙击步枪，中国— 12.7×108毫米（.50俄羅斯或54式12.7毫米重机枪弹）
- AMR-2狙击步枪，中国— 12.7×108毫米（.50俄羅斯或54式12.7毫米重机枪弹）
- JS 12.7毫米狙击步枪，中国— 12.7×108毫米（.50俄羅斯或54式12.7毫米重机枪弹）
- 10式狙击步枪，中国— 12.7×108毫米（.50俄羅斯或54式12.7毫米重机枪弹）
- 11式狙擊榴彈發射器，中国— 35×32毫米榴弹（35毫米高精度無彈殼榴彈）
- LG5狙擊榴彈發射器，中国— 40x53毫米（40×53毫米高精度榴彈）
- T112狙擊步槍，中華民國— 12.7×99 NATO（.50 BMG）
- 短吻鱷狙擊步槍，烏克蘭— 14.5×114mm

## 外部連結
- 20mm AMR – New Use for Unused Ammo, SOF Weapons SectionCrane Division, Naval Surface Warfare CenterSmall Arms Weapons Systems Division, USSOCOM Comparative Testing Office（页面存档备份，存于）